# Márton Bukovi
Márton Bukovi (Budapest, 10 dicembre 1903 – Sète, 11 febbraio 1985) è stato un allenatore di calcio e calciatore ungherese, di ruolo attaccante.

## Carriera

### Giocatore
Con l'Alba Roma disputò 16 gare con 23 gol all'attivo nel campionato di Prima Divisione 1925-1926. In seguito militò nel Ferencváros e nel Sète. Disputò 12 partite con la maglia della Nazionale ungherese.

### Allenatore
Nella sua carriera guidò diverse formazioni tra cui il Građanski Zagabria e l'MTK Hungária, e fu ct della nazionale ungherese, diventando uno dei primi tecnici in assoluto a schierare il modulo 4-2-4.

## Statistiche

### Cronologia presenze e reti in nazionale
| Cronologia completa delle presenze e delle reti in nazionale ― Ungheria | Cronologia completa delle presenze e delle reti in nazionale ― Ungheria | Cronologia completa delle presenze e delle reti in nazionale ― Ungheria | Cronologia completa delle presenze e delle reti in nazionale ― Ungheria | Cronologia completa delle presenze e delle reti in nazionale ― Ungheria | Cronologia completa delle presenze e delle reti in nazionale ― Ungheria | Cronologia completa delle presenze e delle reti in nazionale ― Ungheria | Cronologia completa delle presenze e delle reti in nazionale ― Ungheria |
| Data                                                                    | Città                                                                   | In casa                                                                 | Risultato                                                               | Ospiti                                                                  | Competizione                                                            | Reti                                                                    | Note                                                                    |
| ----------------------------------------------------------------------- | ----------------------------------------------------------------------- | ----------------------------------------------------------------------- | ----------------------------------------------------------------------- | ----------------------------------------------------------------------- | ----------------------------------------------------------------------- | ----------------------------------------------------------------------- | ----------------------------------------------------------------------- |
| 19/12/1926                                                              | Vigo                                                                    | Spagna                                                                  | 4 – 2                                                                   | Ungheria                                                                | Amichevole                                                              | -                                                                       |                                                                         |
| 24/04/1927                                                              | Praga                                                                   | Cecoslovacchia                                                          | 4 – 1                                                                   | Ungheria                                                                | Amichevole                                                              | -                                                                       |                                                                         |
| 25/09/1927                                                              | Budapest                                                                | Ungheria                                                                | 5 – 3                                                                   | Austria                                                                 | Coppa Internazionale 1927-1930                                          | -                                                                       |                                                                         |
| 09/10/1927                                                              | Budapest                                                                | Ungheria                                                                | 1 – 2                                                                   | Cecoslovacchia                                                          | Amichevole                                                              | -                                                                       |                                                                         |
| 25/03/1928                                                              | Roma                                                                    | Italia                                                                  | 4 – 3                                                                   | Ungheria                                                                | Coppa Internazionale 1927-1930                                          | -                                                                       |                                                                         |
| 22/04/1928                                                              | Budapest                                                                | Ungheria                                                                | 2 – 0                                                                   | Cecoslovacchia                                                          | Coppa Internazionale 1927-1930                                          | -                                                                       |                                                                         |
| 06/05/1928                                                              | Budapest                                                                | Ungheria                                                                | 5 – 5                                                                   | Austria                                                                 | Amichevole                                                              | -                                                                       | 17’ 20’                                                                 |
| 07/10/1928                                                              | Vienna                                                                  | Austria                                                                 | 5 – 1                                                                   | Ungheria                                                                | Coppa Internazionale 1927-1930                                          | -                                                                       |                                                                         |
| 01/11/1928                                                              | Budapest                                                                | Ungheria                                                                | 3 – 1                                                                   | Svizzera                                                                | Coppa Internazionale 1927-1930                                          | -                                                                       |                                                                         |
| 24/02/1929                                                              | Colombes                                                                | Francia                                                                 | 3 – 0                                                                   | Ungheria                                                                | Amichevole                                                              | -                                                                       |                                                                         |
| 01/06/1930                                                              | Budapest                                                                | Ungheria                                                                | 2 – 1                                                                   | Austria                                                                 | Amichevole                                                              | -                                                                       |                                                                         |
| 08/06/1930                                                              | Budapest                                                                | Ungheria                                                                | 6 – 2                                                                   | Paesi Bassi                                                             | Amichevole                                                              | -                                                                       |                                                                         |
| Totale                                                                  |                                                                         | Presenze                                                                | 12                                                                      |                                                                         | Reti                                                                    | 0                                                                       |                                                                         |

### Allenatore

#### Club
In grassetto le competizioni vinte.
| Stagione                  | Squadra                                                       | Campionato                | Campionato | Campionato | Campionato | Campionato | Coppe nazionali | Coppe nazionali | Coppe nazionali | Coppe nazionali | Coppe nazionali | Coppe continentali | Coppe continentali | Coppe continentali | Coppe continentali | Coppe continentali | Altre coppe | Altre coppe | Altre coppe | Altre coppe | Altre coppe | Totale | Totale | Totale | Totale | % Vittorie | Piazzamento    |
| Stagione                  | Squadra                                                       | Comp                      | G          | V          | N          | P          | Comp            | G               | V               | N               | P               | Comp               | G                  | V                  | N                  | P                  | Comp        | G           | V           | N           | P           | G      | V      | N      | P      | %          | Piazzamento    |
| ------------------------- | ------------------------------------------------------------- | ------------------------- | ---------- | ---------- | ---------- | ---------- | --------------- | --------------- | --------------- | --------------- | --------------- | ------------------ | ------------------ | ------------------ | ------------------ | ------------------ | ----------- | ----------- | ----------- | ----------- | ----------- | ------ | ------ | ------ | ------ | ---------- | -------------- |
| 1936-1937                 | Građanski Zagabria                                            | DP                        | 18         | 12         | 4          | 2          | -               | -               | -               | -               | -               | -                  | -                  | -                  | -                  | -                  | -           | -           | -           | -           | -           | 18     | 12     | 4      | 2      | 66,67      | 1º             |
| 1937-1938                 | Građanski Zagabria                                            | DP                        | 18         | 11         | 3          | 4          | -               | -               | -               | -               | -               | CEC                | 2                  | 0                  | 0                  | 2                  | -           | -           | -           | -           | -           | 18     | 11     | 3      | 4      | 61,11      | 3º             |
| 1938-1939                 | Građanski Zagabria                                            | DP                        | 22         | 14         | 4          | 4          | -               | -               | -               | -               | -               | -                  | -                  | -                  | -                  | -                  | -           | -           | -           | -           | -           | 22     | 14     | 4      | 4      | 63,64      | 2º             |
| 1939-1940                 | Građanski Zagabria                                            | DP                        | 18+10      | 16+8       | 1+0        | 1+2        | -               | -               | -               | -               | -               | -                  | -                  | -                  | -                  | -                  | -           | -           | -           | -           | -           | 28     | 24     | 1      | 3      | 85,71      | 1º             |
| 1940-1941                 | Građanski Zagabria                                            | DP/PBHN                   | 18         | 11         | 7          | 0          | -               | -               | -               | -               | -               | CEC                | 5                  | 2                  | 3                  | 0                  | -           | -           | -           | -           | -           | 23     | 13     | 10     | 0      | 56,52      | 2º             |
| 1941                      | Građanski Zagabria                                            | PNDHN                     | 8          | 7          | 0          | 1          | -               | -               | -               | -               | -               | -                  | -                  | -                  | -                  | -                  | -           | -           | -           | -           | -           | 8      | 7      | 0      | 1      | 87,50      | 1º             |
| 1942                      | Građanski Zagabria                                            | PNDHN                     | 8          | 6          | 0          | 2          | -               | -               | -               | -               | -               | -                  | -                  | -                  | -                  | -                  | -           | -           | -           | -           | -           | 8      | 6      | 0      | 2      | 75,00      | 2º             |
| 1943                      | Građanski Zagabria                                            | PNDHN                     | 20         | 19         | 0          | 1          | -               | -               | -               | -               | -               | -                  | -                  | -                  | -                  | -                  | -           | -           | -           | -           | -           | 20     | 19     | 0      | 1      | 95,00      | 1º             |
| 1944                      | Građanski Zagabria                                            | PNDHN                     | 20         | 14         | 4          | 2          | -               | -               | -               | -               | -               | -                  | -                  | -                  | -                  | -                  | -           | -           | -           | -           | -           | 20     | 14     | 4      | 2      | 70,00      | 1º             |
| 1946                      | Građanski Zagabria                                            | PNDHN                     | 28         | 23         | 2          | 3          | -               | -               | -               | -               | -               | -                  | -                  | -                  | -                  | -                  | -           | -           | -           | -           | -           | 28     | 23     | 2      | 3      | 82,14      | 2º             |
| Totale Građanski Zagabria | Totale Građanski Zagabria                                     | Totale Građanski Zagabria | 188        | 141        | 25         | 22         |                 | -               | -               | -               | -               |                    | 7                  | 2                  | 3                  | 2                  |             | -           | -           | -           | -           | 195    | 143    | 28     | 24     | 73,33      |                |
| 1946-1947                 | Dinamo Zagabria                                               | PL                        | 26         | 19         | 4          | 3          | CJ              | 1               | 0               | 0               | 1               | -                  | -                  | -                  | -                  | -                  | -           | -           | -           | -           | -           | 27     | 19     | 4      | 4      | 70,37      | 2º             |
| 1947-1948                 | MTK Budapest Budapesti Textiles Budapesti Bástya Vörös Lobogó | NBI                       | 32         | 19         | 4          | 9          | -               | -               | -               | -               | -               | -                  | -                  | -                  | -                  | -                  | -           | -           | -           | -           | -           | 32     | 19     | 4      | 9      | 59,38      | 6º             |
| 1948-1949                 | MTK Budapest Budapesti Textiles Budapesti Bástya Vörös Lobogó | NBI                       | 30         | 18         | 6          | 6          | -               | -               | -               | -               | -               | -                  | -                  | -                  | -                  | -                  | -           | -           | -           | -           | -           | 30     | 18     | 6      | 6      | 60,00      | 2º             |
| 1949-1950                 | MTK Budapest Budapesti Textiles Budapesti Bástya Vörös Lobogó | NBI                       | 30         | 18         | 8          | 4          | -               | -               | -               | -               | -               | -                  | -                  | -                  | -                  | -                  | -           | -           | -           | -           | -           | 30     | 18     | 8      | 4      | 60,00      | 3º             |
| 1950                      | MTK Budapest Budapesti Textiles Budapesti Bástya Vörös Lobogó | NBI                       | 15         | 11         | 2          | 2          | -               | -               | -               | -               | -               | -                  | -                  | -                  | -                  | -                  | -           | -           | -           | -           | -           | 15     | 11     | 2      | 2      | 73,33      | 2º             |
| 1951                      | MTK Budapest Budapesti Textiles Budapesti Bástya Vörös Lobogó | NBI                       | 26         | 22         | 2          | 2          | -               | -               | -               | -               | -               | -                  | -                  | -                  | -                  | -                  | -           | -           | -           | -           | -           | 26     | 22     | 2      | 2      | 84,62      | 1º             |
| 1952                      | MTK Budapest Budapesti Textiles Budapesti Bástya Vörös Lobogó | NBI                       | 26         | 20         | 5          | 1          | -               | -               | -               | -               | -               | -                  | -                  | -                  | -                  | -                  | -           | -           | -           | -           | -           | 26     | 20     | 5      | 1      | 76,92      | 2º             |
| 1953                      | MTK Budapest Budapesti Textiles Budapesti Bástya Vörös Lobogó | NBI                       | 26         | 22         | 2          | 2          | -               | -               | -               | -               | -               | -                  | -                  | -                  | -                  | -                  | -           | -           | -           | -           | -           | 26     | 22     | 2      | 2      | 84,62      | 1º             |
| 1954                      | MTK Budapest Budapesti Textiles Budapesti Bástya Vörös Lobogó | NBI                       | 26         | 16         | 3          | 7          | -               | -               | -               | -               | -               | -                  | -                  | -                  | -                  | -                  | -           | -           | -           | -           | -           | 26     | 16     | 3      | 7      | 61,54      | 2º             |
| 1955                      | Újpest                                                        | NBI                       | 26         | 7          | 8          | 11         | -               | -               | -               | -               | -               | -                  | -                  | -                  | -                  | -                  | -           | -           | -           | -           | -           | 26     | 7      | 8      | 11     | 26,92      | 8º             |
| 1956                      | Újpest                                                        | NBI                       | 22         | 11         | 4          | 7          | -               | -               | -               | -               | -               | -                  | -                  | -                  | -                  | -                  | -           | -           | -           | -           | -           | 22     | 11     | 4      | 7      | 50,00      | non completato |
| Totale Ujpest             | Totale Ujpest                                                 | Totale Ujpest             | 48         | 18         | 12         | 18         |                 | -               | -               | -               | -               |                    | -                  | -                  | -                  | -                  |             | -           | -           | -           | -           | 48     | 18     | 12     | 18     | 37,50      |                |
| 1957                      | MTK Budapest                                                  | NBI                       | 11         | 8          | 0          | 3          | -               | -               | -               | -               | -               | -                  | -                  | -                  | -                  | -                  | -           | -           | -           | -           | -           | 11     | 8      | 0      | 3      | 72,73      | 2º             |
| 1957-1958                 | MTK Budapest                                                  | NBI                       | 26         | 15         | 5          | 6          | -               | -               | -               | -               | -               | CM                 | 3                  | 0                  | 2                  | 1                  | -           | -           | -           | -           | -           | 29     | 15     | 7      | 7      | 51,72      | 1º             |
| 1958-1959                 | MTK Budapest                                                  | NBI                       | 26         | 15         | 4          | 7          | -               | -               | -               | -               | -               | CC                 | 2                  | 0                  | 0                  | 2                  | -           | -           | -           | -           | -           | 28     | 15     | 4      | 9      | 53,57      | 2º             |
| Totale MTK Budapest       | Totale MTK Budapest                                           | Totale MTK Budapest       | 274        | 184        | 41         | 49         |                 | -               | -               | -               | -               |                    | 5                  | 0                  | 2                  | 3                  |             | -           | -           | -           | -           | 279    | 184    | 43     | 52     | 65,95      |                |
| 1960-1961                 | Dinamo Zagabria                                               | PL                        | 22         | 10         | 7          | 5          | CJ              | 2               | 1               | 0               | 1               | CdC                | 4                  | 2                  | 1                  | 1                  | -           | -           | -           | -           | -           | 28     | 13     | 8      | 7      | 46,43      | 4º             |
| Totale Dinamo Zagabria    | Totale Dinamo Zagabria                                        | Totale Dinamo Zagabria    | 48         | 29         | 11         | 8          |                 | 3               | 1               | 0               | 2               |                    | 4                  | 2                  | 1                  | 1                  |             | -           | -           | -           | -           | 55     | 32     | 12     | 11     | 58,18      |                |
| 1962-1963                 | Diósgyőr                                                      | NBII                      | 30         | 19         | 8          | 3          | -               | -               | -               | -               | -               | -                  | -                  | -                  | -                  | -                  | -           | -           | -           | -           | -           | 30     | 19     | 8      | 3      | 63,33      | 1º             |
| 1963                      | Diósgyőr                                                      | NBI                       | 13         | 4          | 3          | 6          | -               | -               | -               | -               | -               | -                  | -                  | -                  | -                  | -                  | -           | -           | -           | -           | -           | 13     | 4      | 3      | 6      | 30,77      | 11º            |
| 1964                      | Diósgyőr                                                      | NBI                       | 26         | 4          | 6          | 16         | MK              | 1               | 0               | 1               | 0               | -                  | -                  | -                  | -                  | -                  | -           | -           | -           | -           | -           | 27     | 4      | 7      | 16     | 14,81      | 14º (retr.)    |
| Totale Diósgyőr           | Totale Diósgyőr                                               | Totale Diósgyőr           | 69         | 27         | 17         | 25         |                 | 1               | 0               | 1               | 0               |                    | -                  | -                  | -                  | -                  |             | -           | -           | -           | -           | 70     | 27     | 18     | 25     | 38,57      |                |
| 1965-1966                 | Olympiacos                                                    | AE                        | 30         | 23         | 4          | 3          | KE              | 5               | 4               | 0               | 1               | CdC                | 4                  | 1                  | 2                  | 1                  | -           | -           | -           | -           | -           | 39     | 28     | 6      | 5      | 71,79      | 1º             |
| 1966-1967                 | Olympiacos                                                    | AE                        | 30         | 21         | 7          | 2          | KE              | 3               | 2               | 0               | 1               | CC                 | 2                  | 1                  | 0                  | 1                  | -           | -           | -           | -           | -           | 35     | 24     | 7      | 4      | 68,57      | 1º             |
| Totale Olympiakos         | Totale Olympiakos                                             | Totale Olympiakos         | 60         | 44         | 11         | 5          |                 | 8               | 6               | 0               | 2               |                    | 6                  | 2                  | 2                  | 2                  |             | -           | -           | -           | -           | 74     | 52     | 13     | 9      | 70,27      |                |
| Totale carriera           | Totale carriera                                               | Totale carriera           | 687        | 443        | 117        | 127        |                 | 12              | 7               | 1               | 4               |                    | 22                 | 6                  | 8                  | 8                  |             | -           | -           | -           | -           | 721    | 456    | 126    | 139    | 63,25      |                |

## Palmarès

### Giocatore

#### Competizioni nazionali
- Campionato ungherese: 3

Ferencváros: 1926-1927, 1927-1928, 1931-1932
- Coppa d'Ungheria: 3

Ferencváros: 1926-1927, 1927-1928, 1932-1933
- Campionato francese: 1

Sète: 1933-1934

#### Competizioni internazionali
- Coppa dell'Europa Centrale: 1

Ferencvárosi FC: 1928

### Allenatore

#### Competizioni nazionali
- Campionato jugoslavo: 2

Građanski Zagabria: 1936-1937, 1939-1940
- Campionato croato: 2

Građanski Zagabria: 1941, 1943
- Coppa di Croazia: 1

Građanski Zagabria: 1941
- Campionato ungherese: 3

MTK Budapest: 1951, 1953, 1957-1958
- Coppa d'Ungheria: 1

MTK Budapest: 1951-1952
- Seconda divisione ungherese: 1

Diósgyőr: 1962-1963
- Campionato greco: 2

Olympiakos: 1965-1966, 1966-1967